# Хертвиг Екбрехт фон Дюркхайм
Хертвиг Екбрехт фон Дюркхайм (на немски: Hertwig Eckbrecht von Dürckheim; † сл. 1393) е рицар от старата благородническата фамилия Дюркхайм в Рейнланд-Пфалц.

## Произход
Той е син на Хайнрих Екбрехт фон Дюркхайм († сл. 1368), господар на Рорбах, и съпругата му фон Хиршберг. Правнук е на рицар Екбрехт фон Дюркхайм († сл. 1307). Брат е на Хайнрих Екбрехт фон Дюркхайм († сл. 1408), Алхайм Екбрехт фон Дюркхайм († сл. 1402) и Йохан Екбрехт фон Дюркхайм († сл. 1389).

## Фамилия
Първи брак: с неизвестна по име жена и има децата:
- Екбрехт Екбрехт фон Дюркхайм († 27 януари 1448/28 юли 1450), рицар, женен за Маргарета фон Копенбах († сл. 1454)
- Алхайм Екбрехт фон Дюркхайм († 1 юли 1451/10 септември 1452)
- Хертвиг (Стари) Екбрехт фон Дюркхайм († сл. 1444), женен за Елза Щайнхойзер фон Найденфелс († 1410)
- Хенехин Екбрехт фон Дюркхайм († сл. 1447)

Втори брак: с Вибел фон Монфор († сл. 1403). Те имат децата:
- Хертвиг Екбрехт фон Дюркхайм Млади († 29 април 1446/14 май 1451), женен за Аделхайд Крантц фон Гайзполцхайм († сл. 1447)
- Куно фон Дюркхайм († 15 април 1467/1471), женен за фрайин Маргарета фон Вайтмюл († 1461)